# Cottica (rivier)

Kaart van de Cottica Rivier

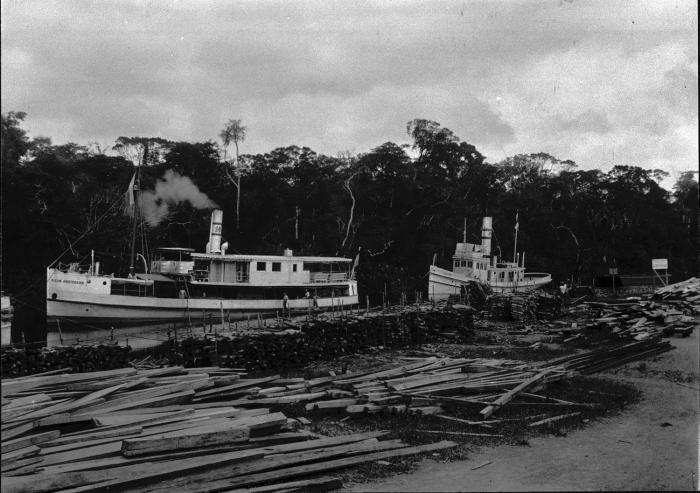
de Cottica omstreeks 1930

Cottica (Sranantongo: Kotika-liba) is een kleine rivier in het noorden van Suriname in de districten Marowijne en Commewijne.
De rivier begint in het gebied ten zuiden van Moengo, loopt door die plaats en buigt dan af naar het westen en mondt bij Fort Sommelsdijk uit in de rivier de Commewijne, die met de Surinamerivier uitmondt in de Atlantische Oceaan. Het stroomgebied van de Cottica is ongeveer 2900 km² groot. 
Aan de rechteroever neemt de Cottica vele kreken op, waaronder de Coermotibo. Aan de linkeroever voegt de Perica zich bij de rivier. Aan de rechteroever lag Ephráta. Sommelsdijk was vroeger een militare post. In 1926 was daar nog slechts een politiestation van over.